# Cihanbeyli
Cihanbeyli là một huyện thuộc tỉnh Konya, Thổ Nhĩ Kỳ. Huyện có diện tích 4448 km² và dân số thời điểm năm 2007 là 62572 người, mật độ 14 người/km².